# Asociación Cultural y Deportiva Altos Hornos Zapla
La Asociación Cultural y Deportiva Altos Hornos Zapla, es un club de fútbol argentino de la ciudad de Palpalá en la Provincia de Jujuy que fue fundado el 4 de enero de 1947. Actualmente se desempeña en el Torneo Regional Federal Amateur, cuarta y última división del fútbol argentino para los clubes indirectamente afiliados a la AFA.
Ha tenido importantes participaciones en los torneos nacionales organizados por la AFA a fines de la década de los 70' y en principios de los 80'. Llegando a tener la visita de Alfredo Di Stéfano en su estadio y ganarle a River Plate por 4 a 0 en otra ocasión.
Su rival tradicional es Gimnasia y Esgrima de Jujuy, con quien disputa el "clásico jujeño". En Palpalá, el rival con quien se denomina el clásico siderúrgico lo disputa con Atlético Palpalá, el "pirata". También mantiene una rivalidad con Talleres de Perico, Juventud Antoniana, y Central Norte de Salta, entre otros equipos más.

## Historia
Primeros años del club
Un grupo de jóvenes que gustaba de jugar al fútbol y participar en los torneos internos que se realizaban en la exfábrica militar Altos Hornos Zapla, encabezados por Pastor Caro y el Coronel Emilio Fabrizzi, fundan el 4 de enero de 1947 en uno de los centros poblados de Palpalá, el Club Defensores de Centro Forestal. El motivo de la fundación era competir, en forma oficial, en los torneos de la Liga Jujeña de Fútbol.
Comienzan participando en la categoría “B”, alternando con buenas y mediocres actuaciones. A fines de la década del 50 se decreta la creación del Complejo Deportivo, por inmediaciones de los barrios 9 de Julio y Arit; el mismo contaría con cancha de fútbol, básquet, bochas, pileta de natación, y demás dependencias para el esparcimiento de los trabajadores del centro siderúrgico.
A partir de entonces, comienza a formarse un equipo que era un desprendimiento del que disputaba los torneos internos, el del Centro Siderúrgico, que se denominaba “Zapla”. En sus comienzos, se hace cargo el Ingeniero Coluchi, amante de este deporte. Un soñador que deseaba que el equipo que se estaba formando, haga historia en el fútbol jujeño.
A principios de los 60', traslada al equipo de Forestal y cambia de nombre, denominándose “Asociación Cultural y Deportiva Altos Hornos Zapla”, transformándose en unos de los complejos deportivos más importantes del norte del país.

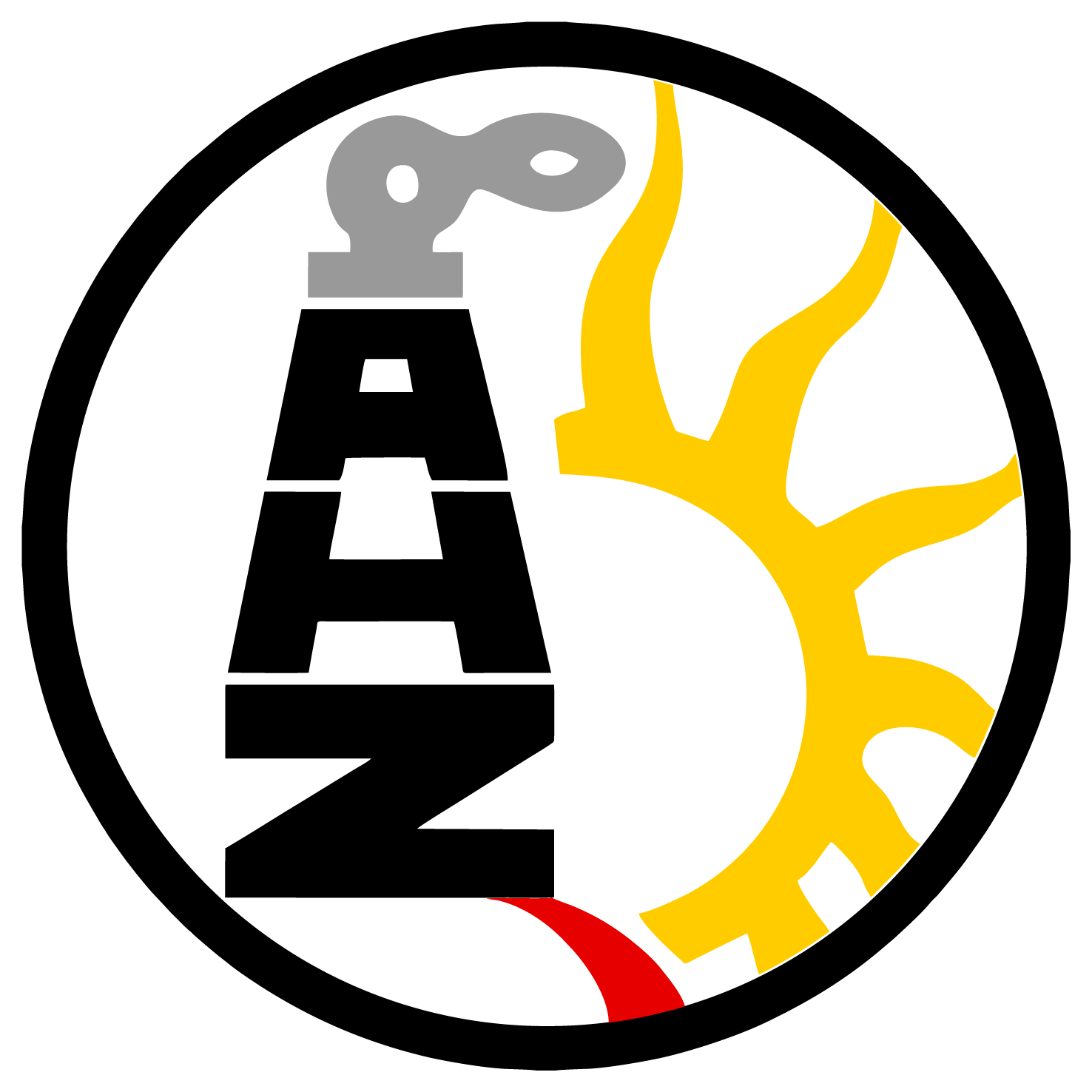
Escudo de Altos Hornos Zapla

### En fútbol, su rica historia
La Trituradora del Norte, equipo que jugaba muy bien y que trituraba a sus rivales a puro fútbol y goles, hizo historia no sólo en la provincia de Jujuy sino en todo el norte del país.
A principios de los 60, comienza la participación en los torneos de la Liga Jujeña de Fútbol, desde el ascenso y lo ganó en forma invicta, con un promedio de 4 goles por partido. Ese equipo era integrado por jugadores de la talla de “Tarzan” Apóstol, el “Loco” Testa, Zamudio, “Cúa Cúa” Herrera, Reinoso, “Lechuza” Callejo, el “Hacha Gonzáles”, Ludueña, Carrizo, Bareiro, Roberto Villagra, Villafañe, “Chiquitín” Pedernera, Catalani, “Chingolo” Bepre, Lazarte entre otros con la dirección técnica de Coluchi.
Inmediatamente luego de ascender en 1960, al año siguiente se consagra campeón de la Liga, destronando la hegemonía de Gimnasia y Esgrima de Jujuy.
De ahí en más, los encuentros entre Zapla y Gimnasia se transformaron en uno de los clásicos más importantes del norte argentino, llenando las canchas tanto de local como visitante.
En poco tiempo el equipo de Zapla se hace conocido en el norte del país con el famoso sobrenombre de “Trituradora del Norte”. Era un equipo temerario, ya que en los campeonatos argentinos de clubes siempre eliminaba a los salteños, transformándose en un rival eterno para equipos como Central Norte de Salta, entre otros.
A partir del año 69, empieza a jugarse el Torneo Nacional, donde Zapla fracasa en sus intentos de ascenso. En el año 1972 con la dirección del Coronel Emilio Fabrizzi, Zapla clasifica a los torneos organizado por AFA, el regional primero y después el tan ansiado Nacional. Contratan como técnico al "Piojo" José Yudica, junto a él llegaron caras nuevas como, Coronel, Romero, Pancho Ferraro, Cristofanelli, Andreuchi, los hermanos Feito, el "Cabezón" Meija, “Toro” Raffo, "El Loco" Confesor, "Motoneta" Gómez, Baigorria.
A mediados de los 70' se suman nombres importantes, como el “Negro” Aliers, Caballero, Zapata, “El Negro” Zalazar, el “Loco” Marongiu y el regreso de Villagra de San Martín de Tucumán, entre otros. Con ellos, comienza, a partir del año 69, a jugarse el Torneo Nacional, donde Zapla fracasa en sus intentos de ascenso, pero en el año 1972 y con la dirección del Coronel Emilio Fabrizzi, comienza la reestructuración total de su equipo. Fabrizzi quería hacer historia con el fútbol.
Zapla contrata al “Piojo” José Yudica, un técnico nuevo recién recibido y con un muy buen proyecto, que dejó conforme a la dirigencia.
Con Yudica llegan muchas caras nuevas como, Coronel, Romero, Diplacido, Pancho Ferraro, Sánchez, Cristofanelli, Andreuchi, los hermanos: Feito, el “Cabezón” Meija, Caputo, Toro, Raffo, “El Loco” Confesor, Luniz, “Motoneta” Gomes, Baigorria.
La primera prioridad del cuerpo técnico era ganar el campeonato liguista, y lo logra en el año 1973 en forma invicta, Zapla obtiene el 50% del pase para jugar la final para una plaza al torneo regional. En tanto, se juega un cuadrangular entre Gimnasia y Esgrima de Jujuy, Talleres de Perico, Atlético Cuyaya y Atlético Gorriti, ganándolo Gimnasia y Esgrima de Jujuy, quien debe enfrentar en la final a Zapla. Se disputan dos encuentros donde empatan 0 a 0 y 1 a 1, se define por penales, convirtiéndose en héroe esa tarde, Miguel Feito por convertir su gol, y el “Loco” Coronel por atajárselo a “Bombacha” Salinas, desatándose una gran algarabía en el estadio y por toda la ciudad de Palpalá, ya que Zapla se clasificaba por primera vez a un torneo de AFA.
Las décadas del 70 y el 80 fueron las mejores para el conjunto palpaleño, tanto deportiva como institucionalmente.

### En torneos AFA
En el Regional, participa con gran éxito llegando a la final de la rueda de ganadores jugando con Central Norte, donde el cuervo clasifica a la primera final postergando al “merengue” que espera a Andino de la Rioja, para jugar y asegurarse el tan ansiado ascenso. Gana sus dos partidos y clasifican por primera vez a un torneo nacional en el año 1974.
El merengue se prepara para este torneo con ansias, y el pueblo lo acompaña para afrontar por primera vez en Palpalá un torneo con equipos de la primera de la AFA, El estadio se reacondiciona: se agregan cabinas de transmisión, se cambia el alambrado olímpico y el césped, se agrandas los vestuarios y se ponen los codos de las tribunas populares y se acondiciona la playa de estacionamiento.
Zapla jugó contra River Plate, Newell's, Argentinos Juniors, Talleres de Córdoba, Jorge Newbery de Junín, Central Norte de Salta, Club Gimnasia y Esgrima La Plata e Independiente Rivadavia de Mendoza, entre otros.
En 1977/78, 1982/83 1984 y 1985 y el Torneo Regional 1981, siendo los nacionales del 1982 y 1985 los más destacados; ya que en el primero, realizó una decorosa campaña clasificando a los octavos de final y ganándole a Boca Juniors 2 a 0, con goles de Borneman y Zingariello en la primera rueda, integrando ese equipo jugadores como Guaymas, Ainsten, Di Gregorio, Borneman, Zingariello, Ansornaud, Eber Ludueña.

### Crisis económica
Altos Hornos Zapla cayó en la década de 1990 en una profunda crisis económica producida, en parte, por la privatización de la fábrica de la ciudad. No solo el club Altos Hornos Zapla era reconocido, sino Palpalá mismo era caratulado como la ciudad siderúrgica del país y uno de los bastiones de la Argentina.
Pero todo su historia no fue alegría, el “merengue” sufrió durante toda la década de 1990, ya que el principal sustento económico del club (Fábrica Altos Hornos Zapla) se había privatizado y había dejado de aportar al equipo. Esto implicó que el club empieza a decaer, a punto de que estuvo a nada de desaparecer como institución, pero el amor de sus hinchas y socios pudo más.
El sueño de Fabrizzi empieza a gestarse allá por el año 1972, Zapla clasifica a un torneo de AFA, el regional primero y después el tan ansiado Nacional.

### Reconstrucción del club
Un famoso empresario, hincha y socio del club, de apellido Pederiva junto a otros socios se hicieron cargo del club para que su deceso no suceda. Esto también fue apoyado por una ley que se aprobó en el 1994 y que se lo devolvía al club con la intención de que se mejore las arcas.
Terminaba el segundo milenio y Zapla renacía de sus cenizas, en lo deportivo volvía a clasificar a los torneos organizado por AFA (tras salir campeón de la Liga Jujeña), aunque no con mucha suerte. Estas participaciones era constante y en el 2004 el Consejo Federal organiza el famoso Argentino “B” VIP, en la zona de norte estaba equipos como San Martín de Tucumán, Central Norte de Salta o los equipos jujeños (Ledesma y Talleres de Perico).
Al año siguiente, otra nueva participación, pero con una floja campaña, Zapla debe jugar el repechaje para no descender con Trinidad de San Juan. La serie se juega a dos partidos, en Palpalá se impone el merengue por 1 a 0 y en San Juan, Trinidad le gana 2 a 1. La serie estaba igualada y se definía por penales, pero esta vez la suerte no lo acompañó, ya que perdió en los penales y descendió al Torneo del Interior.
Zapla naufragó por el Torneo del Interior durante 4 años, recién en el 2010 logró lo que todo Palpalá ansiaba, el ascenso al argentino “B”. Tras una buena campaña que lo depositó en la final del TDI frente a Teniente Origones (Córdoba), Palpalá era una revolución por el conjunto merengue, pero otra vez la suerte no acompañó. La primera final se jugó en córdoba y los locales la ganaron por 2 a 1, en Palpalá el resultado fue para el conjunto dirigido por Zingariello por 1 a 0 y otra vez se definía por penales como aquel repechaje para no descender. Pero otra vez los penales no lo acompañó y la fiesta fue para los cordobeses. El merengue jugó la promoción ganó del Torneo del Interior – Argentino B ante Real Arroyo Seco en la Provincia de Santa Fe. Con un parcial de 4 a 1 Zapla volvió a los certámenes afistas.

### Al ascenso alFederal A
En 2014, luego de una excelente campaña en el Argentino B, el Consejo Federal decidió invitar a la institución a jugar el nuevo Torneo Federal A, donde se reeditaron viejos clásicos del norte.

### Descenso al Torneo Regional Federal Amateur
En el Año 2019 desciende al Federal Amateur luego de una Mala Campaña
El fútbol jujeño pierde de las principales categorías de ascenso a uno de sus grandes: Altos Hornos Zapla, equipo de la ciudad de Palpalá – a 11 kilómetros de la Capital, empató este domingo con Juventud Antoniana de Salta 1 a 1 y descendió al torneo Regional Federal Amateur, en el que competirá recién el próximo año. 
Su situación era claramente complicada. Luego de empatar como local frente a Crucero del Norte, el equipo “Merengue” conducido por Roberto Saucedo estaba obligado a ganar, aunque ni eso le garantizaba la permanencia ya que debía aguardar una serie de resultados en otros estadios. 
Sin embargo le tocó enfrentar a un rival con urgencias similares. Juventud Antoniana estaba igualmente necesitado de una victoria y salió a buscar los tres puntos. 
Así fue que durante el primer tiempo arrinconó al equipo palpaleño, que prácticamente no pasó la mitad del terreno. 
Con el correr de los minutos, Zapla pudo emparejar el trámite con el ingreso de Julián Navalón, que le dio más juego al equipo. Sin embargo, al adelantarse, los merengues se descuidaron en el fondo. Así llegó el 1 a 0 de Argañaráz para los salteños. 
Con el partido preso de la tensión y los nervios de ambos equipos, la suerte parecía estar en el aire, en un cotejo vibrante y abierto. 
De esta manera llegó el empate del conjunto de Palpalá, por intermedio de Robles. 
Con el 1 a 1, el volante Navalón, ese que le había devuelto las esperanzas al equipo de Saucedo, contó con un mano a mano clave, bisagra en la suerte de los merengues, pero no estuvo fino en la definición y desperdicio la gran chance de seguir con vida en el torneo. Cosas del fútbol. 
Con este resultado el equipo de la ciudad siderúrgica pierde la categoría y le espera un largo camino por el sinuoso laberinto que organizó la AFA para los equipos más débiles del interior.
La resurrección de este equipo que conoció lo más alto al alcanzar la primera división del fútbol argentino en la década de 1970 no será fácil. Ya tocó fondo, ahora sólo resta volver a empezar.
Tiene una licencia para jugar 3 Torneos Regionales Amateur consecutivos, a partir del 2021.

## Algunos hitos históricos
- 4-1-1947: Se funda Altos Hornos Zapla.
- 6-7-1974: Debut de Zapla en Torneos Nacionales de A.F.A. ante Argentinos Jrs. donde perdió 4 a 3 .
- 1978 Zapla disputa partido que en carácter amistoso disputaron el primer equipo jujeño contra el poderoso AC Milan de Italia, venciendo el equipo argentino por 1 a 0.
- El 13 de octubre del 2024, en la primera fecha del Torneo Regional Federal Amateur logra ganar 16 a 0 al Club Atlético Independencia (Humahuaca)

## Datos del club
Total de temporadas en AFA: 32
- Temporadas en primera división: 6
  - Torneo Nacional: 6 (1974, 1978 - 1979, 1983 - 1985)
  - Mejor ubicación en primera división: Tercera fase (1985)
  - Peor ubicación en primera división: 8° Zona C (1978)
  - Ubicación en la tabla histórica de primera división: 92.º
  - Máxima goleada en contra en primera división: Altos Hornos Zapla 0-5 Instituto (C)
- Temporadas en segunda división: 1
  - Torneo Regional: 1 (1974)
  - Mejor ubicación en segunda división: Ganador del segundo ascenso (Región Norte) (1974)
- Temporadas en Tercera División: 6
  - Federal A: 6 (2014 - 2018/19)
  - Mejor ubicación en tercera división: Segunda fase (2016/17)
  - Peor ubicación en tercera división: Descenso (2018/19)
  - Ubicación en la tabla histórica de tercera división: 70.º
  - Máxima goleada a favor en tercera división: Altos Hornos Zapla 6-2 Concepción (2016)
- Temporadas en Cuarta División: 15
  - Torneo Argentino B: 10 (1997/98, 2001/02 - 2005/06, 2010/11 - 2013/14)
  - Torneo Regional Federal Amateur: 5 (2020) - 2023-24)
  - Mejor ubicación en cuarta división: Finalista (2023/24)
  - Peor ubicación en cuarta división: Fase de grupos (2 veces)
  - Máxima goleada a favor en cuarta división: Altos Hornos Zapla 16-0 Independencia (Humahuaca) (2024-25)
- Temporadas en Quinta categoría del fútbol argentino: 4
  - Torneo del Interior: 4 (2007 - 2010)
  - Mejor ubicación en quinta división: Promoción (2010)
  - Peor ubicación en quinta división: Fase de grupos (2008)
  - Máxima goleada a favor en quinta división: Altos Hornos Zapla 5-0 Atlético Los Lapachos (2007)
 Altos Hornos Zapla 5-0 Unión Calilegua (2008)

### Estadísticas generales

#### Participación en Campeonatos Nacionales
| \| Competencia \| Detalle \| \| -------------------------------------------------- \| ---------------------------------------------------------- \| \| Torneo Regional 1974 \| Ganador del Segundo Ascenso (Región Norte) \| \| Torneo Nacional 1974 \| 4.° (Zona B) \| \| Torneo Nacional 1978 \| 8.° (Zona C) \| \| Torneo Nacional 1979 \| 7.° (Zona C) \| \| Torneo Nacional 1983 \| 3.° (Zona E, segunda fase) \| \| Torneo Nacional 1984 \| 4.° (Grupo E) \| \| Torneo Nacional 1985 \| 4.° (Grupo B) \| \| Torneo Argentino B 1997/98 \| 4.° Grupo 2 (Región Norte) \| \| Torneo Argentino B 2001/02 \| Segunda ronda (Región Norte) \| \| Torneo Argentino B 2002/03 \| 10.° (Región Norte) \| \| Torneo Argentino B 2003/04 \| 16avos de final \| \| Torneo Argentino B 2004/05 \| 4.° Zona E (Torneo Apertura), 6.° Zona E (Torneo Clausura) \| \| Torneo Argentino B 2005/06 \| 7.° Zona G \| \| Torneo del Interior 2007 \| Semifinales' \| \| Torneo del Interior 2008 \| Primera fase \| \| Torneo del Interior 2009 \| Cuartos de Final \| \| Torneo del Interior 2010 \| 2° \| \| Torneo Argentino B 2010/11 \| Fase de Grupos \| \| Torneo Argentino B 2011/12 \| Fase de Grupos \| \| Torneo Argentino B 2012/13 \| Segunda Fase \| \| Torneo Argentino B 2013/14 \| Semifinales \| \| Torneo Federal A 2014 \| Fase de Grupos \| \| Torneo Federal A 2015 \| Primera fase \| \| Torneo Federal A 2016 \| Primera fase \| \| Torneo Federal A 2016-17 \| Segunda fase \| \| Torneo Federal A 2017-18 \| Revalida \| \| Torneo Federal A 2018-19 \| Revalida \| \| Torneo Regional Federal Amateur 2020 \| Cancelado por Pandemia del Coronavirus \| \| Torneo Transición Regional Federal Amateur 2020-21 \| Tercera ronda \| \| Torneo Regional Federal Amateur 2021-22 \| Tercera ronda \| \| Torneo Regional Federal Amateur 2022-23 \| Tercera ronda \| \| Torneo Regional Federal Amateur 2023-24 \| Finalista / Finalista (quinto ascenso) \| |                                                            |
| Competencia | Detalle                                                    |
| Torneo Regional 1974 | Ganador del Segundo Ascenso (Región Norte)                 |
| Torneo Nacional 1974 | 4.° (Zona B)                                               |
| Torneo Nacional 1978 | 8.° (Zona C)                                               |
| Torneo Nacional 1979 | 7.° (Zona C)                                               |
| Torneo Nacional 1983 | 3.° (Zona E, segunda fase)                                 |
| Torneo Nacional 1984 | 4.° (Grupo E)                                              |
| Torneo Nacional 1985 | 4.° (Grupo B)                                              |
| Torneo Argentino B 1997/98 | 4.° Grupo 2 (Región Norte)                                 |
| Torneo Argentino B 2001/02 | Segunda ronda (Región Norte)                               |
| Torneo Argentino B 2002/03 | 10.° (Región Norte)                                        |
| Torneo Argentino B 2003/04 | 16avos de final                                            |
| Torneo Argentino B 2004/05 | 4.° Zona E (Torneo Apertura), 6.° Zona E (Torneo Clausura) |
| Torneo Argentino B 2005/06 | 7.° Zona G                                                 |
| Torneo del Interior 2007 | Semifinales'                                               |
| Torneo del Interior 2008 | Primera fase                                               |
| Torneo del Interior 2009 | Cuartos de Final                                           |
| Torneo del Interior 2010 | 2°                                                         |
| Torneo Argentino B 2010/11 | Fase de Grupos                                             |
| Torneo Argentino B 2011/12 | Fase de Grupos                                             |
| Torneo Argentino B 2012/13 | Segunda Fase                                               |
| Torneo Argentino B 2013/14 | Semifinales                                                |
| Torneo Federal A 2014 | Fase de Grupos                                             |
| Torneo Federal A 2015 | Primera fase                                               |
| Torneo Federal A 2016 | Primera fase                                               |
| Torneo Federal A 2016-17 | Segunda fase                                               |
| Torneo Federal A 2017-18 | Revalida                                                   |
| Torneo Federal A 2018-19 | Revalida                                                   |
| Torneo Regional Federal Amateur 2020 | Cancelado por Pandemia del Coronavirus                     |
| Torneo Transición Regional Federal Amateur 2020-21 | Tercera ronda                                              |
| Torneo Regional Federal Amateur 2021-22 | Tercera ronda                                              |
| Torneo Regional Federal Amateur 2022-23 | Tercera ronda                                              |
| Torneo Regional Federal Amateur 2023-24 | Finalista / Finalista (quinto ascenso)                     |

     Campeón.
    Subcampeón.
    Tercer Lugar.
     Ascenso.
     Descenso.
| Competición      | PJ  | PG | PE | PP | GF  | GC  | DG  | Mejor resultado             |
| ---------------- | --- | -- | -- | -- | --- | --- | --- | --------------------------- |
| Primera División | 73  | 15 | 21 | 37 | 76  | 123 | -47 | Tercer Lugar (Segunda Fase) |
| Segunda División | --  | -- | -- | -- | --  | --  | --  | Subcampeón                  |
| Tercera División | 132 | 38 | 36 | 52 | 117 | 158 | -41 | Segunda Fase                |
| Cuarta División  | --  | -- | -- | -- | --  | --  | --  | Subcampeón                  |
| Quinta División  | --  | -- | -- | -- | --  | --  | --  | Subcampeón                  |
| Total            | 205 | 53 | 57 | 89 | 193 | 281 | -88 | 0 títulos                   |

Nota: En negrita las competiciones actuales.

### Copas nacionales
- Participaciones en Copas nacionales: 7
  - Copa Argentina: 8 (1969, 2011-12 - 2014/15, 2016/17 - 2018-19).
  - Mejor ubicación: Octavos de final (1969)
  - Peor ubicación: Fase Preliminar Regional (2 veces)

| Copas nacionales | Copas nacionales    | Copas nacionales | Copas nacionales | Copas nacionales | Copas nacionales | Copas nacionales | Copas nacionales | Copas nacionales | Copas nacionales | Copas nacionales                                |
| Temporada        | Categoría           | Resultados       | Resultados       | Resultados       | Resultados       | Resultados       | Resultados       | Resultados       | Resultados       | Posición Final                                  |
| Temporada        | Categoría           | Pts              | J                | G                | E                | P                | GF               | GC               | Dif              | Posición Final                                  |
| ---------------- | ------------------- | ---------------- | ---------------- | ---------------- | ---------------- | ---------------- | ---------------- | ---------------- | ---------------- | ----------------------------------------------- |
| 1969             | Copa Argentina 1969 | 3                | 4                | 1                | 1                | 2                | 4                | 7                | -3               | Octavos de final                                |
| 2011/12          | Copa Argentina      | 1                | 1                | 0                | 1                | 0                | 0                | 0                | 0                | Segunda Eliminatoria (Fase Inicial)             |
| 2012/13          | Copa Argentina      | 4                | 3                | 1                | 1                | 1                | 5                | 3                | 2                | Cuarta Eliminatoria (Fase Inicial)              |
| 2013/14          | Copa Argentina      | 1                | 1                | 0                | 0                | 1                | 0                | 1                | -1               | Fase Preliminar Regional II                     |
| 2014/15          | Copa Argentina      | 9                | 4                | 3                | 0                | 1                | 8                | 4                | 4                | 32.os de final                                  |
| 2016/17          | Copa Argentina      | 0                | 2                | 0                | 0                | 2                | 1                | 6                | -5               | Fase Preliminar Primera Fase                    |
| 2017/18          | Copa Argentina      | 0                | 2                | 0                | 0                | 2                | 0                | 3                | -3               | Fase Preliminar Regional Grupo A (Primera Fase) |
| 2018/19          | Copa Argentina      | 6                | 4                | 2                | 0                | 2                | 4                | 4                | 0                | Fase Preliminar Regional (Segunda Fase)         |

| Competición    | PJ | PG | PE | PP | GF | GC | DG | Mejor resultado  |
| -------------- | -- | -- | -- | -- | -- | -- | -- | ---------------- |
| Copa Argentina | 20 | 7  | 3  | 11 | 22 | 28 | -6 | Octavos de final |
| Total          | 20 | 7  | 3  | 11 | 22 | 28 | -6 | 0 títulos        |

## Partidos ante extranjeros de Altos Hornos Zapla
A lo largo de su rica historia Altos Hornos Zapla enfrentó a diversos clubes extranjeros en carácter de amistosos por diversos motivos.
Otro logro destacado es el torneo triangular de verano  donde el equipo de la ciudad de Palpalá fue invitado a jugar contra el famoso F.C. Barcelona y el A.C. Milán. Cabe destacar que Altos Hornos Zapla se llevó la medalla de oro del torneo derrotando por penales a Barcelona por 5-4 después de un empate 2-2 y ganándole al Milán por 1-0.

### Historial internacional no oficial

#### Partidos internacionales (no oficiales)
Esta es una lista de todos los partidos ante clubes extranjeros disputados por Altos Hornos Zapla, con los detalles de cada encuentro y el resultado final.
| Fecha               | Lugar                 | Local              | Resultado | Visitante      |
| ------------------- | --------------------- | ------------------ | --------- | -------------- |
| 1978                | Salta                 | Altos Hornos Zapla | 0-0       | F.C. Barcelona |
| 1978                | Salta                 | Altos Hornos Zapla | 1-0       | A.C. Milán     |
| 1988                | San Salvador de Jujuy | Altos Hornos Zapla | vs.1      | The Strongest  |
| 15 de enero de 2018 | Palpalá               | Altos Hornos Zapla | 1-0       | Always Ready   |

«(1):» Ganó The Strongest.

## Presidentes
- Carlos Tisera (2010-2015)
- Miguel Taritolay (2015-2018)
- Marcelo Lizarraga (2018-2024)
- Daniel Fin (2024-presente)

## Estadio
- El estadio de la Asociación Cultural y Deportiva Altos Hornos Zapla se denomina Coronel Emilio Fabrizzi,[2] el mismo se encuentra en la calle Río de la Plata 150, B° San Ignacio de Loyola de la ciudad de Palpalá. Fue uno de los estadios grandes del norte argentino, su capacidad es de 20.648 espectadores sentados; su capacidad total fue en un partido jugado con Talleres de Córdoba que alcanzó los 23.000 espectadores en las tribunas.

### Accesos al estadio
- Se puede acceder al estadio por la Ruta Nacional 66 (Argentina) y por la ruta provincial RP 1.

## Clásicos
Su clásico histórico es:
- Gimnasia y Esgrima (Jujuy), Clásico Jujeño de Fútbol

| Altos Hornos Zapla vs. | PJ  | PG | PE | PP | GF  | GC  | Dif |
| ---------------------- | --- | -- | -- | -- | --- | --- | --- |
| Gimnasia y Esgrima     | 117 | 39 | 32 | 54 | 141 | 183 | -42 |
| Talleres de Perico     |     |    |    |    |     |     |     |

### Otros clásicos
Fuerte enemistad con:
- Talleres de Perico

Otros de sus clásicos rivales son:
- Central Norte de Salta
- Centro Juventud Antoniana

## Uniforme

### Patrocinadores
- Uniforme titular: Camiseta blanca, pantalón blanca, medias blanca.
- Uniforme alternativo: Camiseta negra, pantalón negro, medias negra.

### Indumentaria y Patrocinadores
A continuación se enumeran en orden cronológico el fabricante de las indumentarias y los patrocinadores del club que ha tenido desde 1985.
| Período       | Proveedor  | Patrocinador                |
| ------------- | ---------- | --------------------------- |
| 2010-2012     | Sport 2000 | Ninguno                     |
| 2012-2018     | Sport 2000 | Banco Macro                 |
| 2018-Presente | Sport 2000 | Jujuy Energía Viva Videotel |

## Jugadores

### Plantel 2024/2025
- Los equipos argentinos están limitados a tener un cupo máximo de seis jugadores extranjeros, aunque solo cinco podrán firmar la planilla del partido

### Mercado de pases
- Actualizado el 4 de enero de 2025

#### Altas
| Jugador             | Posición  | Procedencia                    | Tipo             |     |     |     |
| LJF                 | LJF       | LJF                            | LJF              | LJF | LJF | LJF |
| ------------------- | --------- | ------------------------------ | ---------------- | --- | --- | --- |
| Fabricio Manduca    | Arquero   | El Expreso de El Trébol        | Libre.           |     |     |     |
| Mauricio Vallejo    | Arquero   | Costa Brava de General Pico    | Libre.           |     |     |     |
| Joaquín Malinauskas | Defensor  | Defensores de Villa Ramallo    | Libre.           |     |     |     |
| Néstor Ruiz         | Defensor  | Gimnasia de Jujuy              | Libre.           |     |     |     |
| Gonzalo Chamorro    | Volante   | Brown de Adrogué               | Libre.           |     |     |     |
| Martín Marcial      | Volante   | Gimnasia de Jujuy              | Libre.           |     |     |     |
| Maximiliano Solís   | Volante   | Atlético San Pedro             | Libre.           |     |     |     |
| Agustín Albornoz    | Delantero | Villa San Antonio              | Libre.           |     |     |     |
| Facundo Espinoza    | Delantero | Atlético Concepción            | Libre.           |     |     |     |
| Leonardo Villa      | Delantero | Villa San Antonio              | Libre.           |     |     |     |
| TRFA                |           |                                |                  |     |     |     |
| Mauricio Pegini     | Arquero   | Deportivo La Merced de Salta   | Libre.           |     |     |     |
| Lucas Rodríguez     | Arquero   | San Miguel de Salta            | Libre.           |     |     |     |
| Fabricio Ávila      | Defensor  | Barracas Central               | Libre.           |     |     |     |
| Agustín Herrera     | Defensor  | Sol de Mayo de Viedma          | Libre.           |     |     |     |
| Rafael Ríos         | Defensor  | Defensores de Pronunciamiento  | Libre.           |     |     |     |
| Federico Rodríguez  | Defensor  | Defensores de Pronunciamiento  | Libre.           |     |     |     |
| Francisco Arias     | Volante   | Gimnasia de Jujuy              | Préstamo.        |     |     |     |
| Lucio Fernández     | Volante   | Santamarina de Tandil          | Libre.           |     |     |     |
| Nicolás Guzmán      | Volante   | Americano de Carlos Pellegrini | Libre.           |     |     |     |
| Enzo Serrano        | Volante   | Pastoreo                       | Libre.           |     |     |     |
| Santiago Vera       | Volante   | Talleres de Perico             | Libre.           |     |     |     |
| Gonzalo Coronel     | Delantero | El Porvenir                    | Libre.           |     |     |     |
| Juan Cuéllar        | Delantero | Deportivo La Merced de Salta   | Libre.           |     |     |     |
| Bruno Machuca       | Delantero | Juventud de Bernal             | Libre.           |     |     |     |
| Julián Ramírez      | Delantero | Alianza de Arteaga             | Fin de préstamo. |     |     |     |

#### Bajas
| Jugador               | Posición  | Destino                        | Tipo       |     |     |     |
| LJF                   | LJF       | LJF                            | LJF        | LJF | LJF | LJF |
| --------------------- | --------- | ------------------------------ | ---------- | --- | --- | --- |
| Gonzalo Gómez         | Arquero   | Gimnasia de Jujuy              | Libre.     |     |     |     |
| Franco Vélez          | Arquero   | Alianza de Arteaga             | Libre.     |     |     |     |
| Néstor Aguirre        | Defensor  | Bandera de ?                   | Libre.     |     |     |     |
| Ramiro Laméndola      | Defensor  | Bandera de ?                   | Libre.     |     |     |     |
| Agustín López         | Defensor  | Bandera de ?                   | Libre.     |     |     |     |
| Facundo Tello         | Volante   | Juventud Unida de San Luis     | Libre.     |     |     |     |
| Ignacio González Tula | Delantero | Universitario de Córdoba       | Libre.     |     |     |     |
| Pedro Muné            | Delantero | Ciclón de Tarija               | Libre.     |     |     |     |
| Ramiro Pelaytay       | Delantero | Douglas Haig de Pergamino      | Libre.     |     |     |     |
| Brian Pérez           | Delantero | Olimpia de Maimará             | Libre.     |     |     |     |
| Julián Ramírez        | Delantero | Alianza de Arteaga             | Préstamo.  |     |     |     |
| TRFA                  |           |                                |            |     |     |     |
| Mauricio Vallejo      | Arquero   | Costa Brava de General Pico    | Rescisión. |     |     |     |
| Nicolás Tonini        | Arquero   | San Antonio de Cruz Alta       | Libre.     |     |     |     |
| Pablo Barro           | Defensor  | Atlético Cuyaya                | Libre.     |     |     |     |
| Néstor Ruiz           | Defensor  | Bandera de ?                   | Rescisión. |     |     |     |
| Gonzalo Chamorro      | Volante   | Bandera de ?                   | Rescisión. |     |     |     |
| Luis Estopiñán        | Volante   | Americano de Carlos Pellegrini | Libre.     |     |     |     |
| Maximiliano Solís     | Volante   | Atlético Cuyaya                | Rescisión. |     |     |     |
| Facundo Soruco        | Volante   | Rivadavia de El Carmen         | Libre.     |     |     |     |
| Agustín Albornoz      | Delantero | Villa San Antonio              | Rescisión. |     |     |     |
| Facundo Espinoza      | Delantero | Atlético San Pedro             | Rescisión. |     |     |     |
| Juan Pascuttini       | Delantero | Talleres de Perico             | Libre.     |     |     |     |

## Entrenadores

### Cronología
| Entrenador            | Año         | Nota       |
| --------------------- | ----------- | ---------- |
| Horacio Zingariello   | (2009-2010) |            |
| Héctor López          | (2011)      |            |
| César De La Colina    | (2011)      |            |
| Marcelo Castro        | (2011)      |            |
| Héctor López          | (2012)      |            |
| Marcelo Castro        | (2012)      |            |
| José Montaño          | (2012-2013) |            |
| Horacio Zingariello   | (2014-2015) |            |
| Gustavo Módica        | (2015)      |            |
| Ángel Cerdán          | (2015-2016) |            |
| Víctor Nazareno Godoy | (2016-2017) |            |
| Horacio Zingariello   | (2017-2018) |            |
| Christian Corrales    | (2018)      |            |
| Roberto Saucedo       | (2018-2019) |            |
| Ángel Cerdán          | (2019)      |            |
| Sergio Priseajniuc    | (2019-2020) |            |
| Salvador Ragusa       | (2020)      |            |
| Federico Chávez       | (2020)      | (interino) |
| Salvador Ragusa       | (2020-2021) |            |
| Marcelo Ansonnaud     | (2021)      |            |
| Federico Chávez       | (2021)      | (interino) |
| Jorge Calabró         | (2021)      |            |
| Andrés Marinangeli    | (2021-2022) |            |
| Salvador Mónaco       | (2022-2023) |            |
| Martín Martos         | (2023-)     |            |

## Palmarés
| Torneos nacionales                      | Torneos nacionales | Torneos nacionales |
| Competición                             | Títulos | Subcampeonatos     |
| Segunda División                        | Segunda División | Segunda División   |
| --------------------------------------- | --- | ------------------ |
| Torneo Regional* (0/1)                  | | 1974               |
| Cuarta División                         | |                    |
| Torneo Regional Federal Amateur (0/1)   | | 2023/24            |
| Quinta División                         | |                    |
| Torneo del Interior (0/1)               | | 2010               |
| Torneos Regionales                      | |                    |
| Competición                             | Títulos | Subcampeonatos     |
| Copa Jujuy (1/0)                        | 2023 |                    |
| Copa Norte (1/0)                        | 2023 |                    |
| Torneos locales                         | |                    |
| Competición                             | Títulos | Subcampeonatos     |
| Liga Jujeña de Fútbol (20)              | 1961,1967, 1968, 1970, 1972, 1973, 1974, 1978, 1983, 1984, 1987, 1989, 1994, Clausura 1996, Clausura 1997, 2002, 2007, Apertura 2019, Anual 2019, Clausura 2021, Anual 2021, Clausura 2022, Anual 2022 | Se desconoce       |
| Liga Jujeña de Fútbol (2a División) (1) | 1960 | Se desconoce       |
| Torneos amistosos                       | |                    |
| Competición                             | Títulos | Subcampeonatos     |
| Copa Desafió "Comodín" (1)              | 2010 | 2012               |
| Trofeo del Éxodo (1)                    | 1978 |                    |

* : No otorga título de campeón.